# Viggo Pedersen
Viggo Christian Frederik Vilhelm Pedersen, född den 11 mars 1854 i Köpenhamn, död den 19 april 1926 i Roskilde, var en dansk målare. Han var son till Vilhelm Pedersen och bror till Thorolf Pedersen.

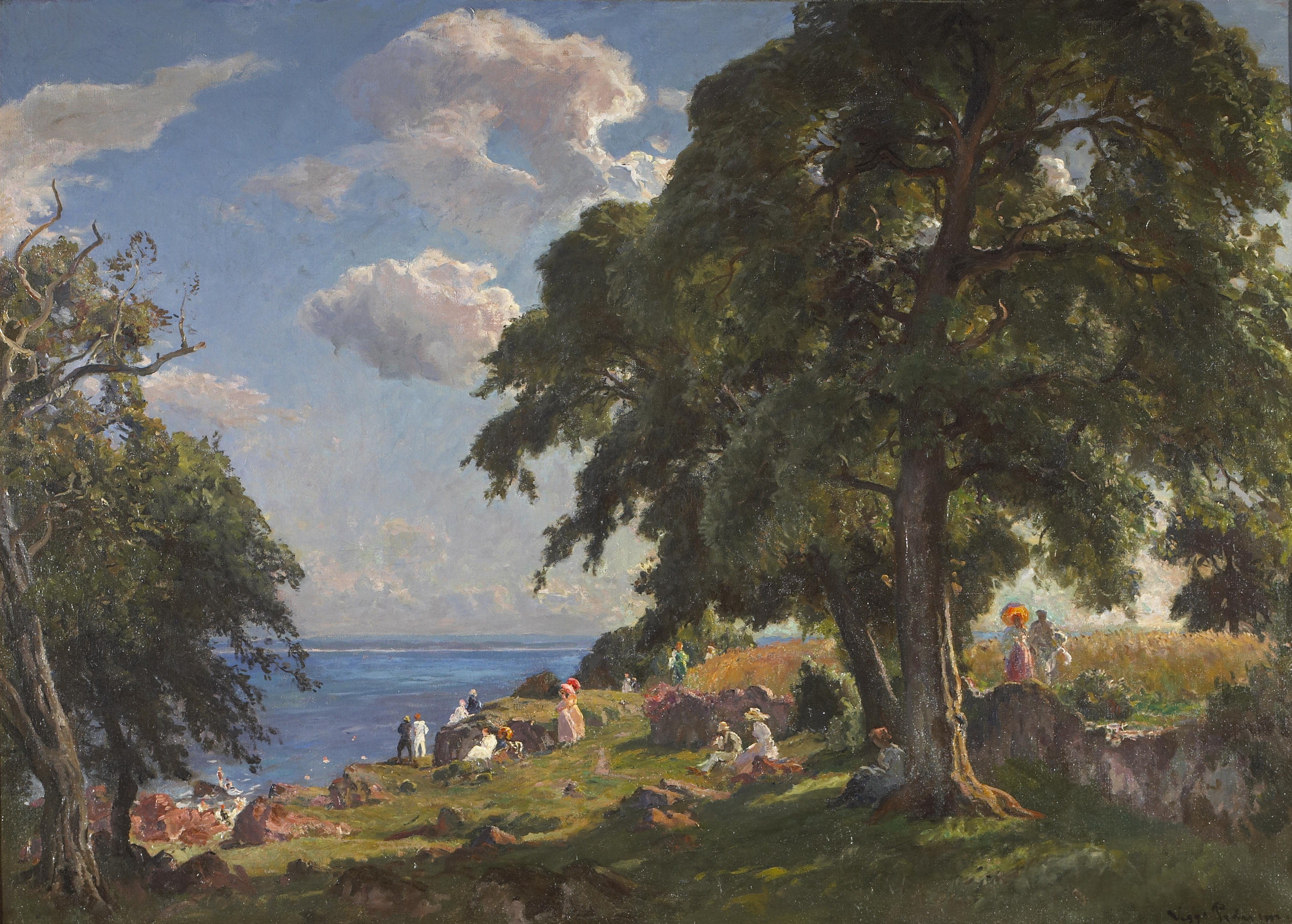
Figurer som badar vid danska kusten, målning av Viggo Pedersen.

Pedersen studerade från 1871 på Det Kongelige Danske Kunstakademi samt för P.C. Skovgaard och senare för la Cour. Efter en längre tids vistelse i Paris och Italien bosatte han sig på danska landsbygden. Han var en av den fria utställningens stiftare och främsta krafter, utställde där sedan 1891] och blev medlem av akademien 1903.
Pedersen började som landskapsmålare, men försökte sig även på religiösa motiv, porträtt, hem- och vardagsskildringar. Under sina studier i utlandet utvecklade han sin måleriska uppfattning i djup och kraft till lysande stark kolorism. Hans landskap var  därtill intimt kända och kraftfullt studerade. 
Som figurmålare uppträdde han med stiliserade kompositioner, som Marias bebådelse och Isak ser Rebecka nalkas, den sistnämnda originell och storstilad. Ur familjelivet målade han många älskvärda och känsliga bilder, som i motiven, men alls inte i behandlingssättet, pekar tillbaka på äldre dansk hemkonst (Solsken i vardagsrummet, Konstmuseet). 
Från senare år härstmmar flera dylika stämningar av Själlands natur, men även figur- och landskapstavlor från Italien samt Ängeln och kvinnorna vid Kristi grav. Pedersen är representerad i konstmuseet med flera landskap, likaså i Hirschsprungska galleriet (den äldsta studien 1876, den senaste 1897) och vid bland annat Göteborgs konstmuseum. Han illustrerade även danska dikter.